# 合成大麻
合成大麻（ごうせいたいま）とは、大麻またはハーブ類に人工的に調合された化学物質を吹き付けて製造された薬物の一種。合成カンナビノイド、偽大麻とも報道される。

## 概要
天然大麻に外観は類似するが、化学物質（例:テトラヒドロカンナビノール等）の種類や濃度によりドラッグとしての効果は大きく上回ることがあり、しばしば集団薬物中毒事件が発生する。アメリカ合衆国内に流通している合成大麻のメジャーブランドに、K2、スパイスなどがあるが同一製造者が同一成分で作っているとは限らない。2008年頃から1回分1ドル程度で手軽に購入できるドラッグとして流行し始めたが、薬物乱用が社会問題を引き起こしたことからアメリカの諸都市で製造販売が制限されている。

## 合成大麻による主な事件等
- 2016年7月12日 - ニューヨーク市ブルックリンで合成大麻の摂取により中毒症状を起こした30人以上が救急搬送された。
- 2018年4月2日 - イリノイ州で合成大麻を摂取した56人が激しい出血症状に見舞われ、治療を受けたものの2人が死亡。9人からは殺鼠剤成分の陽性反応が出た[3]。
- 2018年8月15日 - コネチカット州ニューヘイブン市の公園、ニューヘイブン・グリーン内で合成大麻を使用していた60人が中毒症状を起こして治療を受けた[4]。